# Rhaphidophora intrusa
Rhaphidophora intrusa är en kallaväxtart som beskrevs av Peter Charles Boyce. Rhaphidophora intrusa ingår i släktet Rhaphidophora och familjen kallaväxter. Inga underarter finns listade.